# Johannes de Doperkerk (Klundert)
De Johannes de Doperkerk, Sint-Johannes de Doperkerk of Joannes de Doperkerk is een kerkgebouw in Klundert in de gemeente Moerdijk in de Nederlandse provincie Noord-Brabant. De kerk staat aan de Molenstraat 33. Er is een cultureel centrum in het gebouw gevestigd.
Het kerkgebouw was opgedragen aan Johannes de Doper.

## Geschiedenis
In 1890 werd de kerk in gebruik genomen. Het kerkgebouw was gebouwd naar het ontwerp van Piet van Genk.
In 1944 raakte ze bij oorlogshandelingen beschadigd waarna ze werd hersteld.
Op 23 juni 2013 werd het gebouw aan de eredienst onttrokken.
In 2016 verkocht men het kerkgebouw aan Stichting Cultureel Klundert.
In 2018 is de voormalige kerk in gebruik genomen als evenementenlocatie onder de naam De Stad Klundert

## Opbouw
Het bakstenen kerkgebouw bestaat uit een portaal, een driebeukig schip met vijf traveeën in basilicale opstand en 
ingesnoerde torenspits, een transept en een koor van een travee met vijfzijdige koorsluiting. Het middenschip en koor worden gedekt door een samengesteld zadeldak en vormt samen met de zadeldaken van het transept een kruisdak. Op de viering bevindt zich een dakruiter.

## Galerij

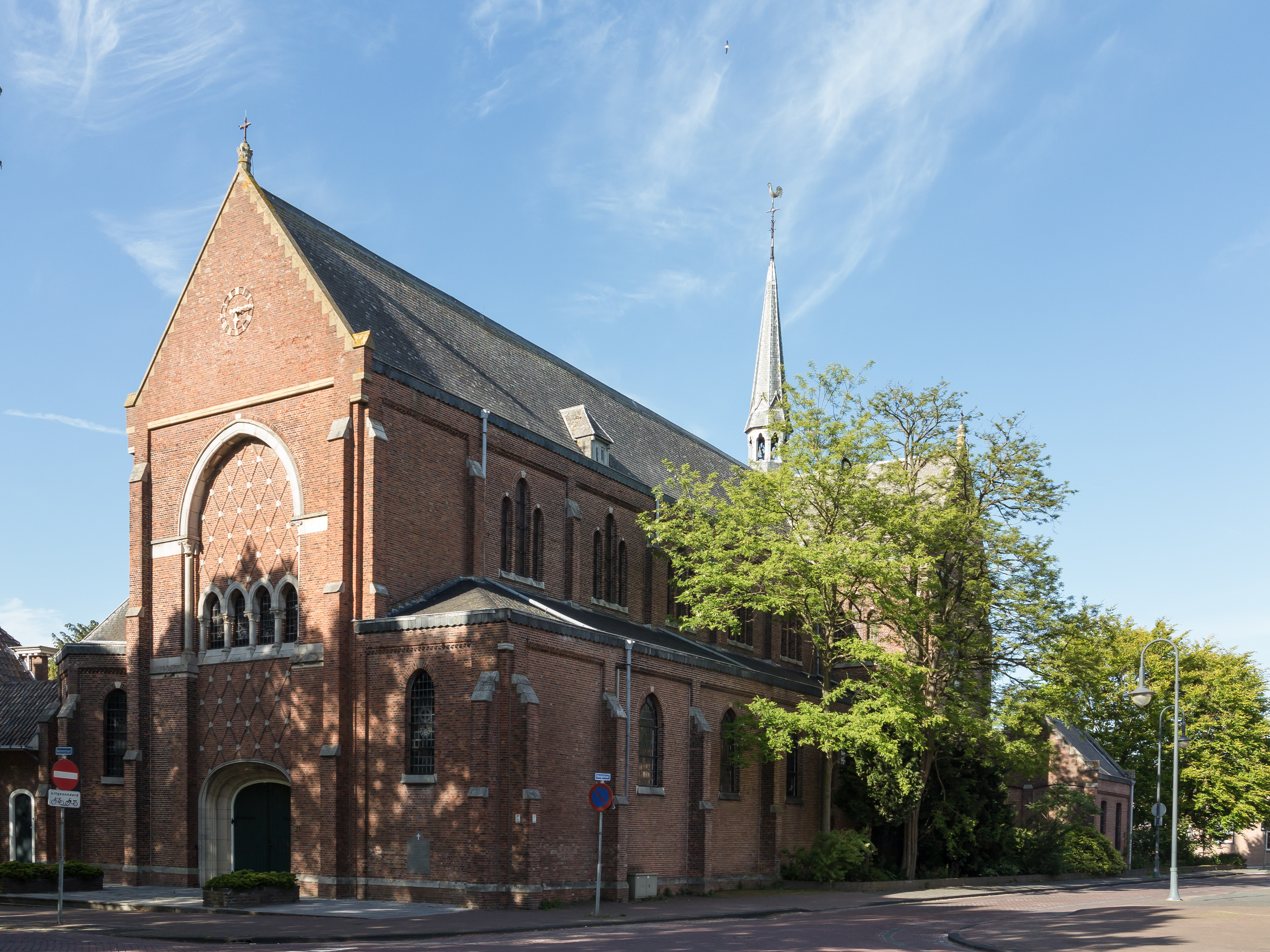
Johannes de Doperkerk.
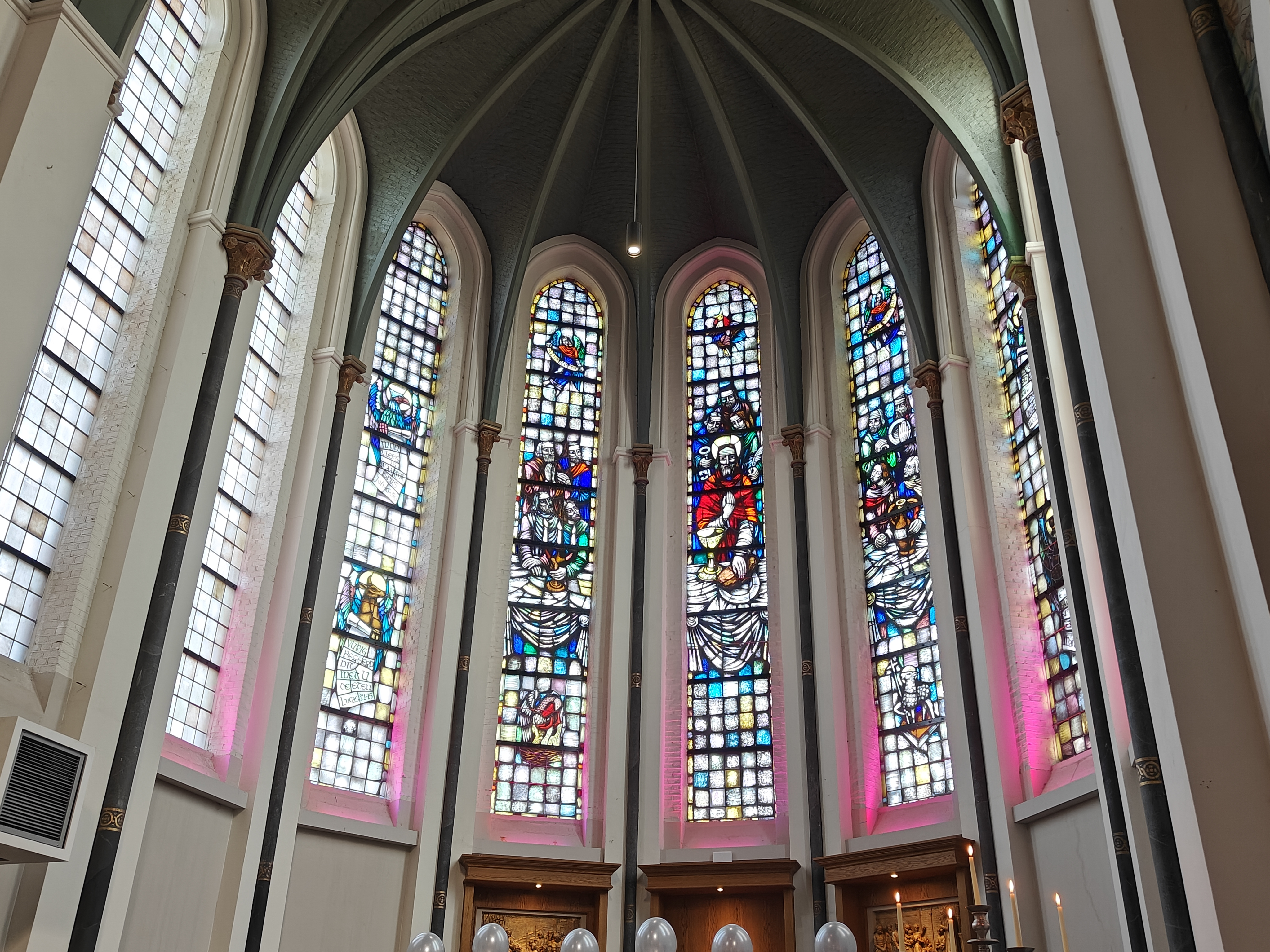
Glas-in-loodramen boven het altaar.
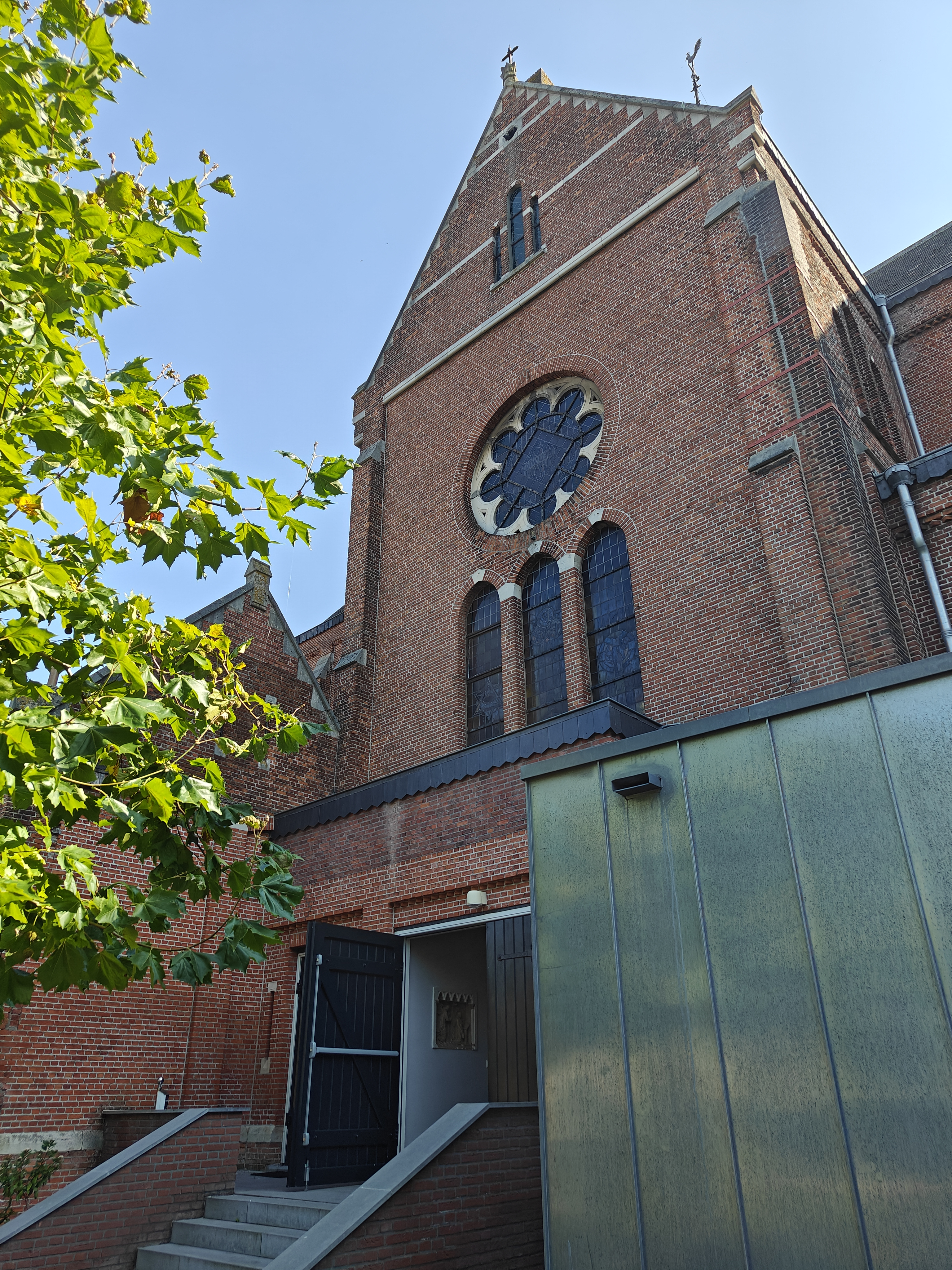
Buitenkant van de Johannes de Doperkerk vanaf de binnenplaats.
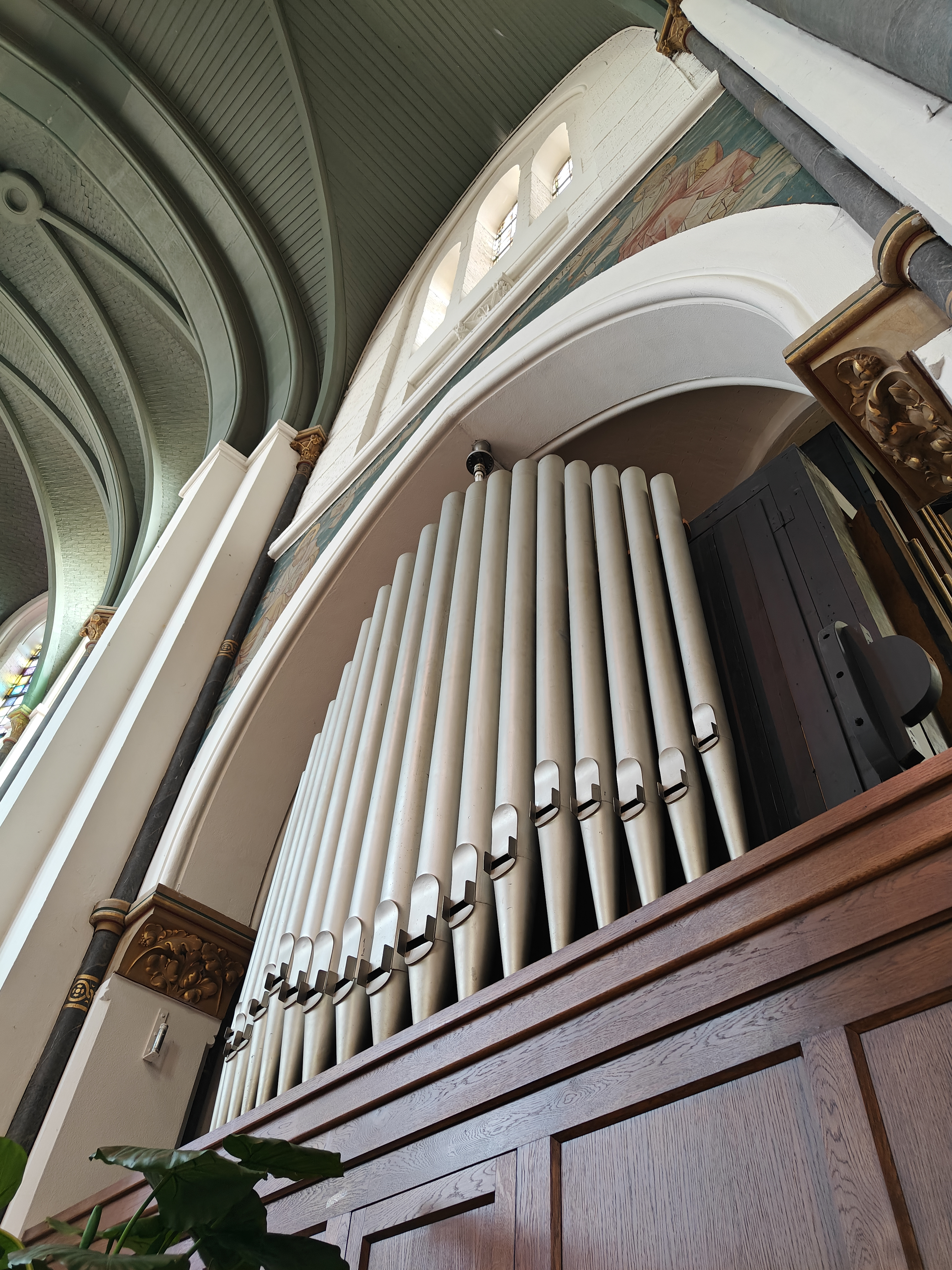
Orgel in de Johannes de Doperkerk.
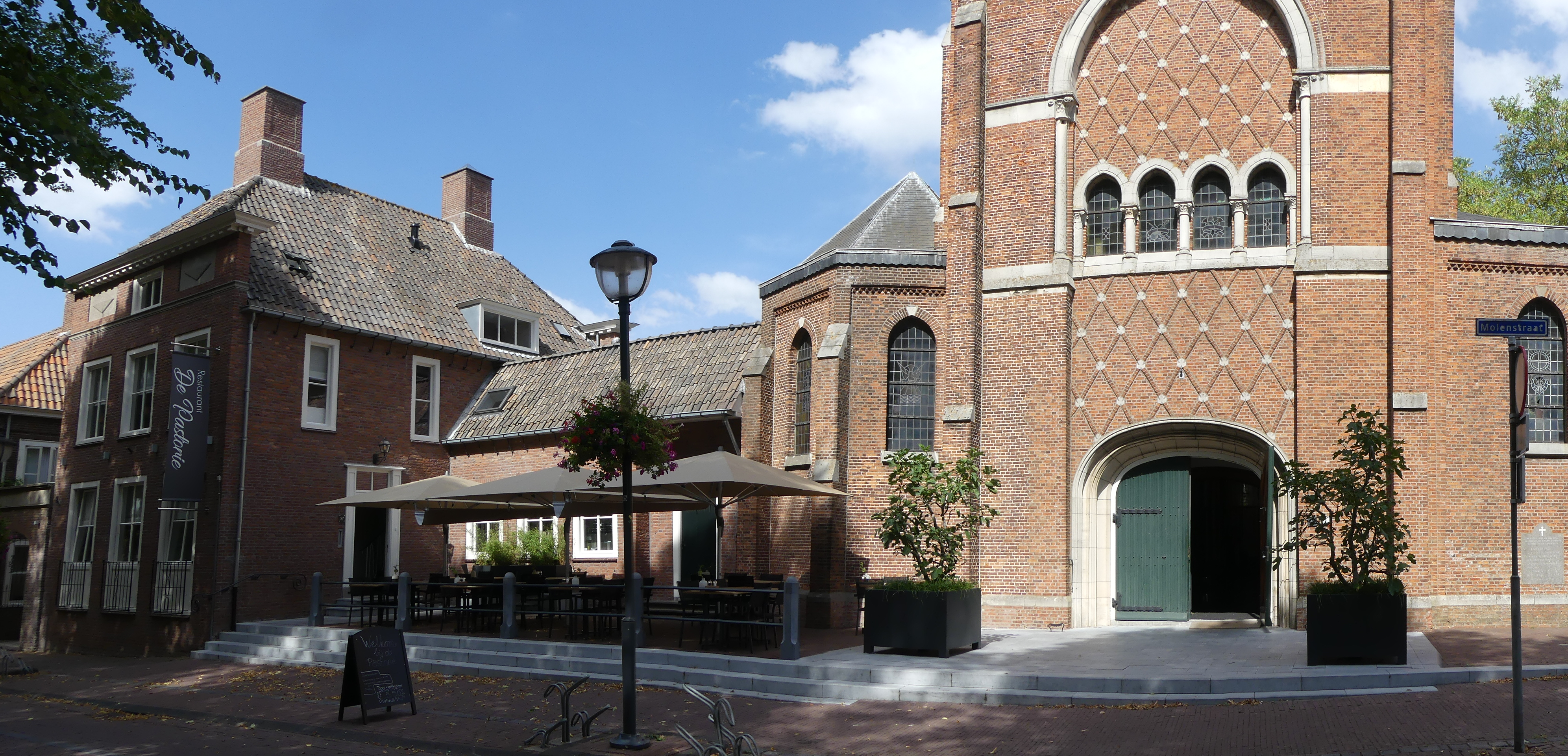
Kerk gezien vanaf de Molenstraat
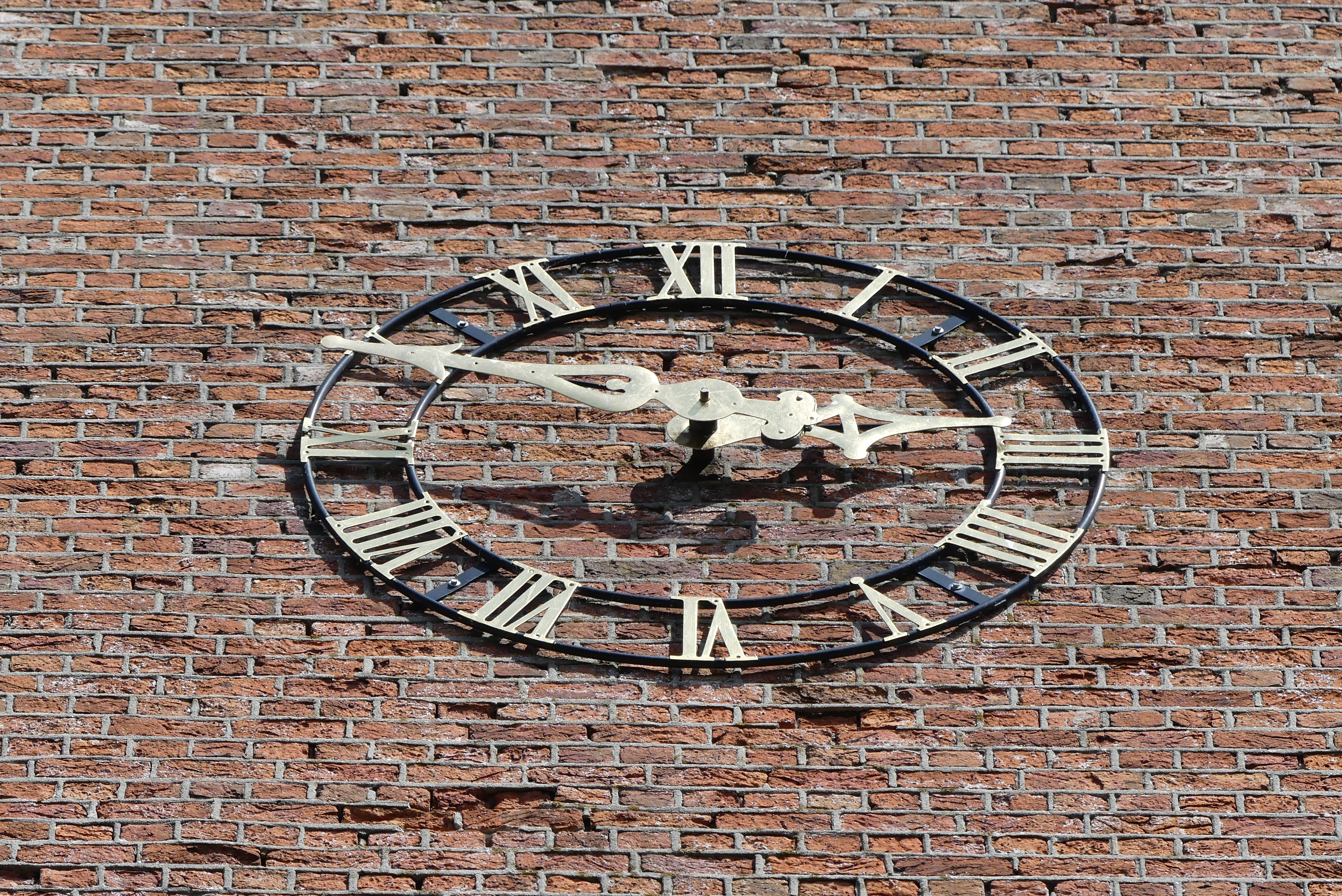
Detail van de kerkklok.
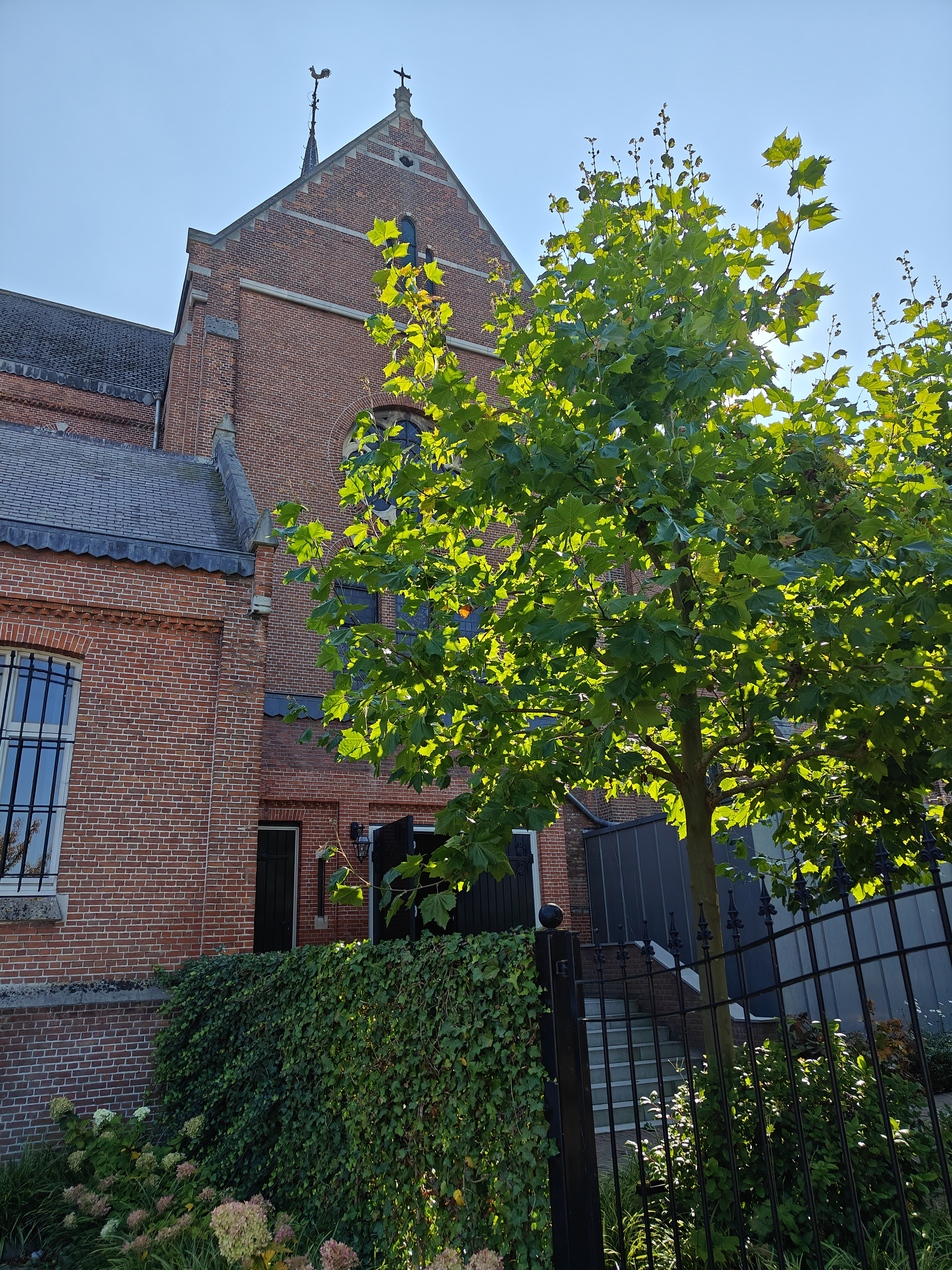
Johannes de Doperkerk vanaf de parkeerplaats.jpg